# Marie van Zeggelen
Marie Christina van Zeggelen (Den Haag, 8 juli 1870 – Huizen, 15 juli 1957) was een Nederlandse schrijfster die veel over Nederlands-Indië heeft geschreven.

## Biografie

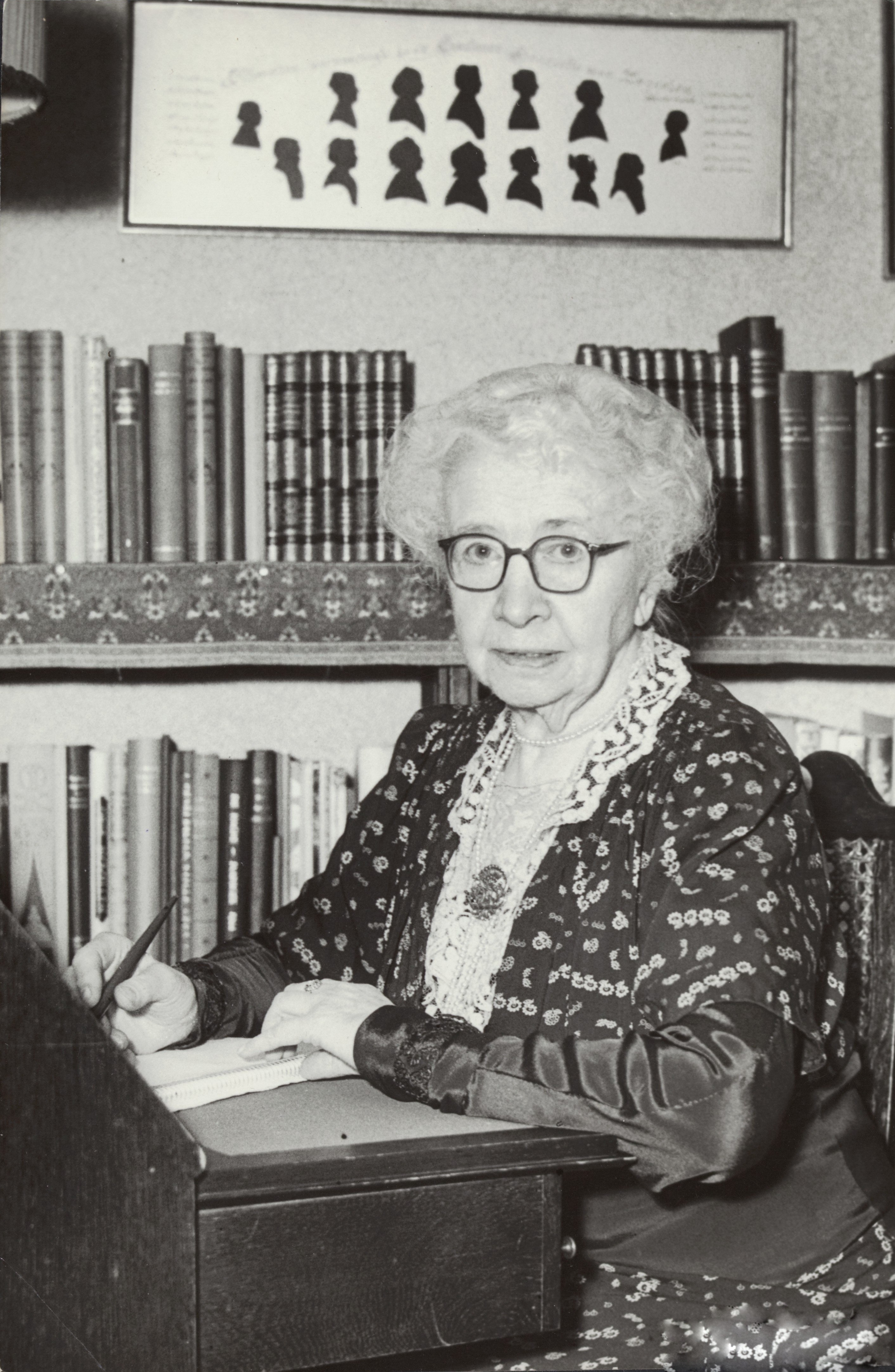
Marie van Zeggelen

Van Zeggelen groeide op in een artistiek milieu in Den Haag. Haar vader was de bekende volksdichter en industrieel W.J. van Zeggelen. In 1834 had hij samen met zijn vriend S. van der Bergh het Haags letterkundig gezelschap Oefening kweekt Kennis opgericht waarvan onder andere ook Haverschmidt, Beets, Jan Jacob Lodewijk ten Kate en Isaäc Da Costa lid waren. Maries moeder was een kind van de bekende schilder Jacob Mastenbroek. Met zulke ouders kon het niet uitblijven dat aan de artistieke vorming van Marie veel aandacht werd besteed. Al op veertienjarige leeftijd ging zij naar de Koninklijke Academie van Beeldende Kunsten. Haar aandacht ging vooral uit naar de schilderkunst. Een groot voorrecht was het voor haar te mogen werken op het atelier van de schilder-etser Philip Zilcken. Hier heeft ze ook Marius Bauer ontmoet, voor wiens werk zij grote bewondering had, en die later een van haar boeken zou illustreren.
Na een aantal moeilijke jaren ontmoette Van Zeggelen op een van de vele Haagse feestjes de officier H.A. Kooij met wie zij op 18 april 1890 in het huwelijk trad. Ze hoopte dat een huwelijk in de tropen haar geluk zou brengen en op 21 juni van dat jaar vertrok ze met haar kersverse echtgenoot aan boord van de 'Prins Hendrik' naar Nederlands-Indië. Helaas bleef het geluk in de tropen voor haar de eerste jaren uit. Ze was in die tijd erg ontevreden met haar Indische bestaan. In Indië kwam ze terecht in de coterietjes van Europeaanse officiersvrouwen die in een besloten kringetje leefden. De mannen waren veel van huis en contact met de inheemse bevolking was er geheel niet bij.
Van Zeggelen had grote moeite met het garnizoensleven. De verplichte feestjes en recepties, de strenge sociale controle en de hiërarchische orde vielen haar zwaar. Vrouwen die uit een intellectuele en artistieke omgeving kwamen, misten hier volgens haar alles. "Het is verschrikkelijk groen, dat eeuwige thuis zitten tussen de witgekalkte muren, de vervelende visites bij wildvreemden, de onbeduidende praatjes, de totale afwezigheid van alles wat kunst is...". Ze voelde zich nutteloos in Indië en had een sterke heimwee naar Holland. Ze was van plan geweest in Indië te gaan tekenen en schilderen maar de natuur in Indië kon haar niet inspireren. Te midden van de prachtigste bergnatuur droomde ze van de "goddelijke mooie hei", van dennenbossen en "tere berkenlaantjes".
Bovendien had ze geen tijd om zich ergens te kunnen wortelen. Als vrouw van een officier moest zij met haar man meereizen van garnizoen naar garnizoen. Gedurende de periode dat ze in Indië verbleef heeft Van Zeggelen drieëntwintig maal moeten verhuizen. Ze woonde de eerste jaren onder andere op Borneo, Benkoelen en in vele plaatsen op Java. Ze voelde zich letterlijk een zwervelinge. "Wij waren als rijstkorreltjes die in de gaarkeuken van het gouvernement steeds weer door elkaar werden geschud."
In 1897 overleed haar pasgeboren kind en kreeg zij te horen dat ze nooit meer kinderen zou kunnen krijgen. Uit verdriet en uit verveling is zij toen verhaaltjes gaan schrijven voor de kinderen van haar halfbroer Thé. Deze verhaaltjes kwamen onder ogen van Nellie van Kol, de vrouw van Henri van Kol, de Indië-specialist van de SDAP. Zij zorgde ervoor dat enkele verhaaltjes gepubliceerd werden in Ons blaadje, een weekblad voor kinderen onder redactie van Van Kol. Haar eerste verhaaltje verscheen in 1901 onder de titel Rama.
In de zomer van 1906 volgde Van Zeggelen haar echtgenoot naar Celebes. Het voorafgaande jaar had hij meegewerkt aan de zogeheten 'pacificatie' van het zuidelijke deel van Celebes. Toen de opstandige vorst van Boni gevangen werd genomen, achtte kapitein Kooij het op Celebes veilig genoeg om zijn vrouw van Java te laten overkomen. Hij was inmiddels, door zijn grote verdiensten in de oorlog, tot civiel gezaghebber van Watansoppeng in het landschap Soppeng benoemd. Daar zou het echtpaar de komende anderhalf jaar wonen, te midden van de pas gepacificeerde bevolking van Soppeng die waarschijnlijk nog nooit een blanke vrouw had gezien.
Het verblijf op Celebes beviel Van Zeggelen veel beter dan het leven in de Europese gemeenschap op Java. Hier kwam zij voor het eerst in contact met de inlandse bevolking en ongehinderd door het Europese gemeenschapsleven ontdekte ze een ander Indië dan dat zij op Java gekend had. Hier had ze het gevoel nuttig te zijn. Het leven was er primitief en de bivak te Watansoppeng was alleen te voet of te paard bereikbaar. Haar enige Europese contacten waren met twee officiersvrouwen, van wie er een weer binnen korte tijd vertrok omdat ze het leven in de jungle niet aankon.
Omdat de mannen vijftien dagen in de maand op patrouille waren om kampongs te inspecteren was Van Zeggelen veelal alleen thuis. Die tijd besteedde zij goed. Hier in Soppeng was de band met het personeel veel sterker dan op Java en het contact met de plaatselijke bevolking was makkelijk. Zij woonde tegenover het dorpshoofd, de datoe, die zo nu en dan met haar hele gevolg kwam opzoeken. Het hele dorp liep dan leeg om bij dit bezoek aanwezig te zijn.
Van Zeggelen bestudeerde de zeden, gebruiken en legendes van de Boeginezen, het volk van Soppeng. Zij liet zich veel verhalen vertellen en ze trachtte in hun denk- en gevoelswereld door te dringen. Ze voelde een sterke genegenheid voor hen, vooral voor de kinderen en oude mensen, de armen en de havelozen. Ze keek niet op hen neer, maar ging juist van hen houden, ook al waren het 'onderworpenen'. De verhouding tussen de Europeanen en de onderworpen bevolking vond Van Zeggelen interessant. Zij leefde zich in de situatie van de Boeginezen in en in haar boeken beschreef ze de confrontatie tussen Europeanen en Boeginezen vanuit de ogen van de laatsten. De Europeanen schilderde ze hierbij af als vreemdelingen en indringers in een traditionele maatschappij. Van Zeggelen schaamde zich voor het onrecht dat de bevolking werd aangedaan in naam van de 'pacificatie', die met veel geweld gepaard was gegaan. Toch had ze ook kritiek op die traditionele samenleving. Zij hekelde vooral het opiumgebruik en het dobbelspel.
In 1907 werd kapitein Kooij ziek en zag het echtpaar zich genoodzaakt Soppeng te verlaten. Zij had het er erg naar haar zin gehad en ondanks het onrecht had zij gezien dat de Hollanders er veel goeds hadden gedaan. Over het algemeen was zij zeer tevreden geweest over haar verblijf in Watensoppeng. In betrekkelijk korte tijd had ze veel in zich opgenomen waarop zij later heeft kunnen teren. Die twee jaar in Zuid-Celebes hadden een onvergetelijke indruk op haar gemaakt en het afscheid viel haar dan ook erg zwaar.
Terug op Java kwam Van Zeggelen weer terecht in het lege leven van de officiersvrouwenkliek. "Toen werd het leven weer zo leeg." Maar dit leven ging zij nu vullen met het schrijven van verhalen. Voor haar was schrijven een vlucht uit de dorheid van het Indische leven in een wereld die zij zelf uit werkelijkheid en verbeelding had opgebouwd. Haar ervaringen op Celebes kon zij nu mooi gebruiken.Daar had ze de inlandse bevolking van dichtbij meegemaakt. Terug op Java wilde ze iets voor hen doen. Ze werd actief in een aantal organisaties die voor de ontwikkeling van de bevolking ijverden en richtte bovendien zelf enige verenigingen op.
Hiermee sloot ze zich aan bij de heersende politieke opvattingen die er rond de eeuwwisseling in Nederlands-Indië heersten, de ethische politiek. Deze politiek was onder andere gericht op het ontwikkelen van het Indonesische volk in de richting van zelfbestuur onder Nederlandse leiding en naar westers model. Dit ging het best via scholing van de Indonesische jeugd. Van Zeggelens belangstelling ging altijd al erg uit naar de jeugd. Veel van haar boeken zijn jeugdboeken. Het is daarom niet verwonderlijk dat ze zich inzette voor de vereniging van vakantiekoloniën, die zij in 1908 had heropgericht. Ook stond zij soms zelf voor de klas zoals in Kota Radja, waar ze les gaf aan de kleuters en peuters van het bataljonsschooltje.
Erg belangrijk was het voor haar dat jongens en meisjes gelijke kansen kregen in het onderwijs. Ze was een groot bewonderaarster van Raden Adjeng Kartini, het Javaanse prinsesje dat tijdens haar korte leven furore had gemaakt door zich in te zetten voor de rechten van de Javaanse vrouw. Van Zeggelen schreef tijdens de Tweede Wereldoorlog een biografie van Kartini, die in 1946 verscheen.
In 1912 richtte Van Zeggelen met onder anderen Charlotte Jacobs de Vereeniging Steun Onderwijs Vrouwelijke Inlandsche Artsen (SOVIA) op, een studiefonds voor de opleiding van vrouwelijke inlandse artsen, om inlandse meisjes die de Docter Djawa-school wilden volgen daartoe financieel de gelegenheid te geven. Van Zeggelen werd secretaresse van SOVIA. Terug in Nederland werd zij de secretaresse van de Kartinistichting.
Door al haar activiteiten kwam zij in een selecte kring van schrijvers en schrijfsters, geleerden en politici die het gevoel gehad moeten hebben bij elkaar te horen. Het was de 'ethische bewogenheid' die hen bond. Augusta de Wit, de Van Deventers, de Van Kols, de Abendanons, Christiaan Snoeck Hurgronje en nog wat anderen kwamen elkaar steeds weer tegen en stimuleerden elkaar. Deze groep hielp elkaar tot in Nederland toe. Toen Van Zeggelen in 1916 weer terug was in Nederland, werd zij direct door Nellie van Kol gevraagd zitting te nemen in de redactie van het vrouwenblad De Hollandsche Lelie. Al eerder had ze zich ingezet voor de positie van de vrouw. Als secretaresse van de Vereniging voor Vrouwenkiesrecht in Batavia voerde zij de redactie van het orgaan van deze vereniging, De vrouw in Indië, een bijblad van het Bataafs Nieuwsblad.
Ook heeft Van Zeggelen zich ingezet voor de koloniale subcommissie van de grote tentoonstelling De Vrouw 1813-1913. Het plan was een poppententoonstelling in te richten, maar Van Zeggelen was daar erg tegen. "Kindertjes wier moeders de inlandsche kleertjes verwisseld hebben voor Hollandsche kinderjurkjes en lelijk bebloemde hoedjes. Dat is waarlijk geen vooruitgang." Nee, ze wilde een Indisch huis op ware grootte nabootsen, "waarin men de Europese vrouw zal kunnen zien te midden van al haar bedienden." De heer en mevrouw Van Deventer, die erg met haar plan waren ingenomen, zouden er alles aan doen haar die ruimte te verzekeren, want er waren problemen gerezen omdat freule De la Bassecourcaen al te veel ruimte voor de zending had ingenomen. Mensen die geld hadden gegeven voor dit idee kregen een bedankje.
In de zomer van 1916 keerde Van Zeggelen definitief terug naar Nederland, nadat haar man na het volbrengen van zijn diensttijd eervol ontslag had gekregen. In 1921 scheidden zij. Terug in Nederland zette Van Zeggelen zich in voor allerlei verenigingen en redacties, waarvan hierboven al enkele zijn genoemd. Na 1924 schreef zij vooral nog historische romans die zich in Nederland afspeelden. Toch liet Indië haar niet helemaal los. In 1935 verscheen Oude Glorie, een boek over de geschiedenis van Atjeh. De kroon op haar werk was de biografie van Kartini, waarvan Jef Notermans zei dat in dit boek onmiskenbaar haar liefde voor een idealistische vrouw als Raden Adjeng Kartini en haar Javaanse volk tot uiting komt. Tijdens de oorlog las ze dit boek voor aan Annie Salomons die haar omschreef als "een precieus fijn dametje, als een porseleinen poppetje uit de rococo tijd, met een lieve zachte stem en sierlijke gebaartjes."
Van Zeggelen overleed een week na haar 87e verjaardag. Ze ligt begraven in Den Haag op begraafplaats Oud Eik en Duinen.

## Bijzonderheden over de boeken van Marie van Zeggelen
De Indische boeken van Marie van Zeggelen zijn deels in Nederland en deels in Nederlands-Indië geschreven. Haar eerste boek, een kinderboek, kwam uit in 1904 onder de titel Jong Java's lief en leed en het werd uitgegeven door Mascreeuw en Bouten te Rotterdam. Haar eerste verhalenbundel voor volwassenen kwam in 1908 uit, kort na haar periode op Celebes. Daar had ze inspiratie opgedaan omdat ze onder de inheemse bevolking had geleefd. Opmerkelijk is dat dit boek, Onderworpenen. Schetsen uit Celebes, is uitgegeven te Samereng op Java bij Masereeuw en Bouten. Nog een ander boek van haar werd uitgegeven in Indië: in 1913 kwam te Batavia Ons huis in Indië uit.
De periode die ze op Celebes doorbracht bleef haar inspireren tot ongeveer 1928. Daarna schreef zij vrijwel alleen nog Hollandse romans. Alleen de historische roman Oude Glorie (1935) en de biografie van Kartini (1945) zijn hier een uitzondering op. Tot 1919, toen haar boek Koloniaaltje uitkwam, schreef zij onder de naam Marie Kooij - van Zeggelen. Na dat jaar gebruikte ze alleen nog haar meisjesnaam. Tussen 1919 en 1921, het jaar van haar scheiding, zijn er geen boeken van haar verschenen. Van Zeggelen heeft ongeveer 24 Indische boeken geschreven waaronder ten minste 10 jeugdboeken. Daarnaast heeft ze nog minstens dertien Nederlandse romans en vijf toneelstukken geschreven. Ongeveer 13 van haar Indische werken kennen een of meer herdrukken met als absolute topper Het zeerooversjongetje die maar liefst tien herdrukken heeft beleefd. In 1989 zijn nog twee van haar boeken herdrukt: Onderworpenen en Indrukken van een zwervelinge. Dat laatste verscheen oorspronkelijk in 1910 onder de titel De Hollandse vrouw in Indië en werd destijds uitgegeven door Scheltema en Holkema. De nieuwe titel was toen de ondertitel.
Haar werk is nooit vertaald.

## Thema's

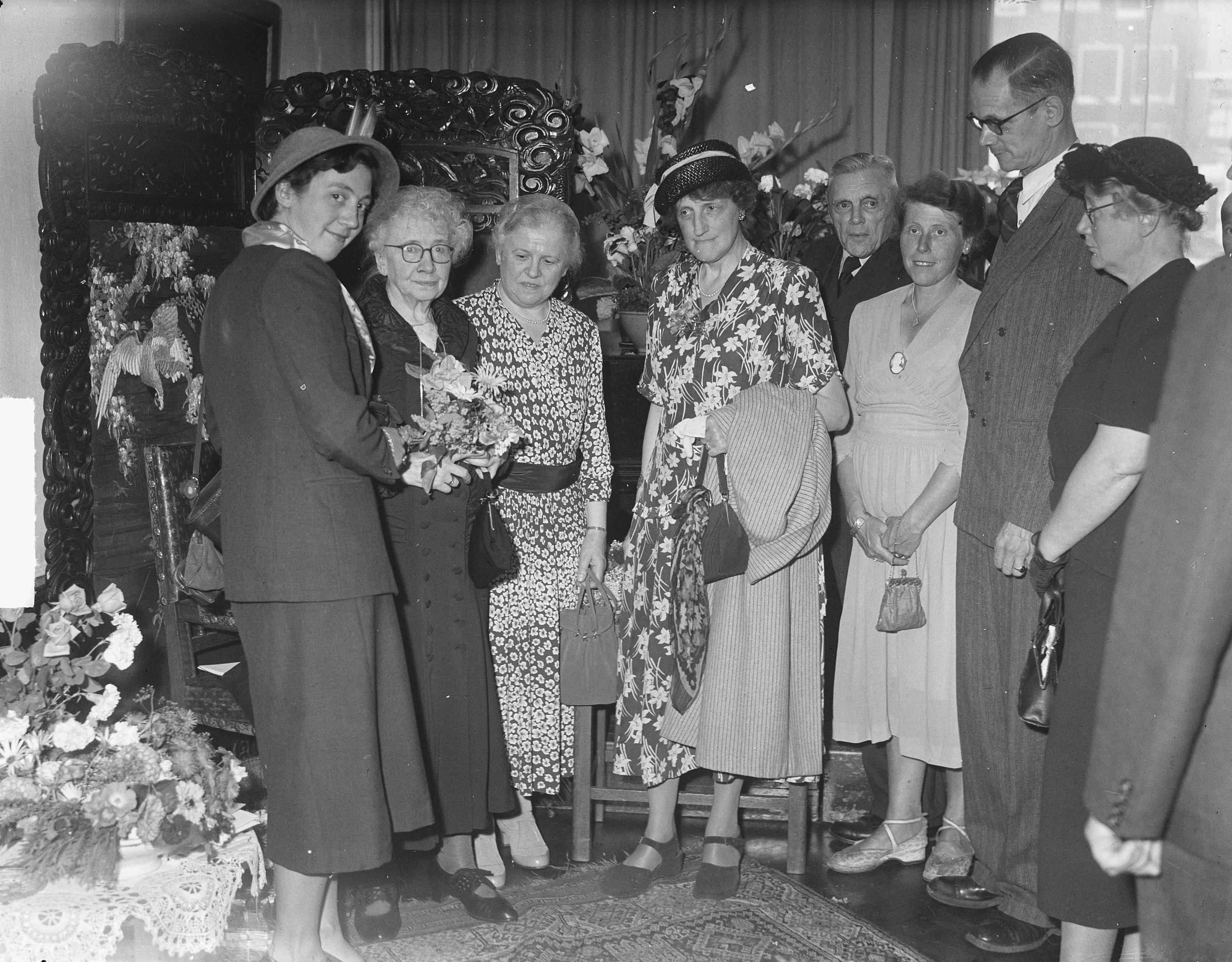
Bezoek op haar 80ste verjaardag.

Het bijzondere van Van Zeggelens boeken is dat zij vrijwel altijd vanuit het inlandse perspectief schrijft. Haar hoofdpersonen zijn inlanders en ze bewegen zich in een Indonesische samenleving. De Europeanen zijn vreemdelingen in haar boeken en worden vaak als indringers gezien. Van Zeggelen begon te schrijven vanuit een idealistische literatuuropvatting; op zoek naar het mooie en schone in het inlandse leven en de Indonesische natuur. Ook in haar latere werk zijn nog uitvoerige natuurbeschrijvingen te vinden. Ze schreef wat ze zag en ze zag alles met een Hollands schildersoog, hetgeen niet verwonderlijk is, daar ze op veertienjarige leeftijd reeds de academie voor beeldende kunsten bezocht en schilderen haar lievelingsvak was. Hoewel ze geen inspiratie had om het Indonesische landschap te schilderen had ze wel inspiratie om het landschap te beschrijven. Van Zeggelen beschreef het berglandschap impressionistisch, geheel in de stijl van die tijd. De ethische bewogenheid gaat op den duur een steeds grotere rol spelen in haar werk. Het meest centrale thema in haar boeken is het conflict tussen traditie en beschaving. Zij heeft als geen ander kunnen zien wat voor indruk de komst van de Europeanen heeft gemaakt op de traditionele maatschappij van de Boeginezen op Zuid-Celebes. Deze confrontatie komt steeds terug in haar werk. In haar eerste boek dat zij schreef na haar periode op Zuid-Celebes, Onderworpenen (1908), staat een verhaal over een oude man die solitair in de bergen woont. Hij beschermt zich tegen de kwade geesten met een paar djimats. Van het Nederlandse gouvernement moet hij een pasje bij zich dragen maar dat weigert hij. Uiteindelijk weten de Nederlanders hem ervan overtuigen dat zo'n pasje hem ook tegen boze geesten beschermt. Dit verhaal is een beschrijving van de eerste contacten tussen de Nederlanders en de inheemse bevolking en daarom is het te begrijpen dat het conflict tussen traditie en beschaving hier centraal staat. Ook in Van Zeggelens latere werk blijft dit het centrale thema, hoewel de verhalen zich dan afspelen in een maatschappij waarin het Nederlandse gezag al veel dieper is doorgedrongen. Van Zeggelen vond dat de traditionele samenleving zo min mogelijk verstoord mocht worden en dat de Europeanen alleen met zachte hand mochten ingrijpen. Met hun daden moesten de Nederlanders kunnen aantonen dat hun komst de lokale bevolking voorspoed zou brengen. Pas wanneer dit inderdaad het geval blijkt te zijn leerden de inlanders de Hollandse beschaving te bewonderen en te respecteren. Maar alleen al de gedachte dat de Hollanders zich voor hun ingrijpen moesten verantwoorden tegenover de inlandse bevolking maken de boeken van Van Zeggelen kenmerkend voor de ethische politiek.

### Indische werken

#### Geschreven onder de naam Marie Kooij - van Zeggelen
- Jong Java's lief en leed (Rotterdam 1904). Jeugdboek.
- Onderworpenen, Schetsen van Celebes (Semarang 1908)
- De Gouden Kris (Rotterdam 1908)
- Feestavonden (Rotterdam 1908). Jeugdboek.
- Van kleine meisjes (Rotterdam 1909). Jeugdboek.
- Het zeerooversjongetje (1910[1]). Jeugdboek
- De Hollandsche vrouw in Indië. Indrukken van een zwervelinge (Amsterdam 1910). Tweede druk onder de titel 'Indrukken van een zwervelinge - De Hollandsche vrouw in Indië' (Schoorl 1989)
- Ons huis in Indië (Batavia 1913)
- De schat van de arme jongen (Amsterdam 1913). Jeugdboek.
- Indische Mysterieën (Amsterdam 1918)
- Indische levens (Amsterdam 1918). In 1908 verschenen onder de titel 'Onderworpenen'
- Dona Alve (Amsterdam 1918). Jeugdboek.
- Koloniaaltje (Amsterdam 1919)

#### Geschreven onder de naam Marie van Zeggelen
- Aan de Kruisweg (Amsterdam 1922)
- Din en Aroe (Amsterdam 1922). Jeugdboek.
- Een kleine gids (Amsterdam 1924)
- Bij het hart van Indië (Amsterdam 1926)
- Als de mail komt (Amsterdam 1926). Toneelstuk
- Kampements-idylle (Amsterdam 1926). Toneelstuk
- De kostbare sproke (Amsterdam 1926). Toneelstuk
- Mama (Amsterdam 1926). Toneelstuk
- Boeddhakind (Amsterdam 1927). Toneelstuk
- Averij (Amsterdam 1928). Jeugdboek
- Bali (Amsterdam 1931)
- Een desa jongen (Assen 1935). Jeugdboek
- Oude Glorie (Amsterdam 1935)
- Kartini (Amsterdam 1945)

### Nederlandse werken
- De vrede van Maerland (Amsterdam 1923)
- De zoon des Huizes (Amsterdam 1924)
- Marianne van Hoogland (Amsterdam 1925)
- Een broederdienst uit 1815 (Amsterdam 1925)
- Mevrouw Marianne (Amsterdam 1926)
- Pims verjaardag (Amsterdam 1928)
- Plaetse aan de Veght (Amsterdam 1929)
- Twee Amsterdamsche Joffers: familiegeschiedenis in Vondel's kring (Amsterdam, 1930, 1942, 1943)
- De erven Burdee (Amsterdam 1932)
- Een liefde in Kennemerland (Amsterdam 1936)
- Een hofdame uit de 18e eeuw (Amsterdam 1937)
- Festijnen en Perikelen (Amsterdam 1939)
- "Grand Seigneur" (Amsterdam 1941)
- Maria van Oranje (Amsterdam 1947)
- De zwarte Galei (Amsterdam 1949)